# Parafia św. Urszuli Ledóchowskiej w Lublinie
Parafia Świętej Urszuli Ledóchowskiej w Lublinie – parafia rzymskokatolicka w Lublinie, należąca do archidiecezji lubelskiej i dekanatu Lublin – Zachód. Została erygowana 1 stycznia 1989. 
Kościół parafialny został wybudowany w latach 1990–1995. Mieści się przy ulicy Roztocze.

## Zasięg parafii
Do parafii należą wierni Lublina mieszkający przy ulicach: Aksini, Beatrycze, Bieszczadzka, Boryny, Cyda, Ditty, Gęsia, Guliwera, Hamleta, Heloizy, Hetmańska, Husarska, Judyma, Kaszubska, Kielecka, Kmicica, Kujawska, Kurpiowska, Lazurowa, Laury, Łowicka, Łukowska, Małopolska, Mazowiecka, Mazurska, Nataszy, Ofelii, Oniegina, Opolska, Orlanda, osiedle Lipniak, Owcza, Parysa, Podhalańska, Poloniusza, Poznańska, Radomska, Raszyńska, Roztocze, Sandomierska, Szczecińska, Szwejka, Szwoleżerów, Śląska, Tatiany, Tristana, Ułanów, Urzędowska, Warmińska, Wertera, Wielkopolska, Wokulskiego, Wrocławska, Zagłoby, Zwycięska.